# Kassenzahnärztliche Vereinigung Hessen

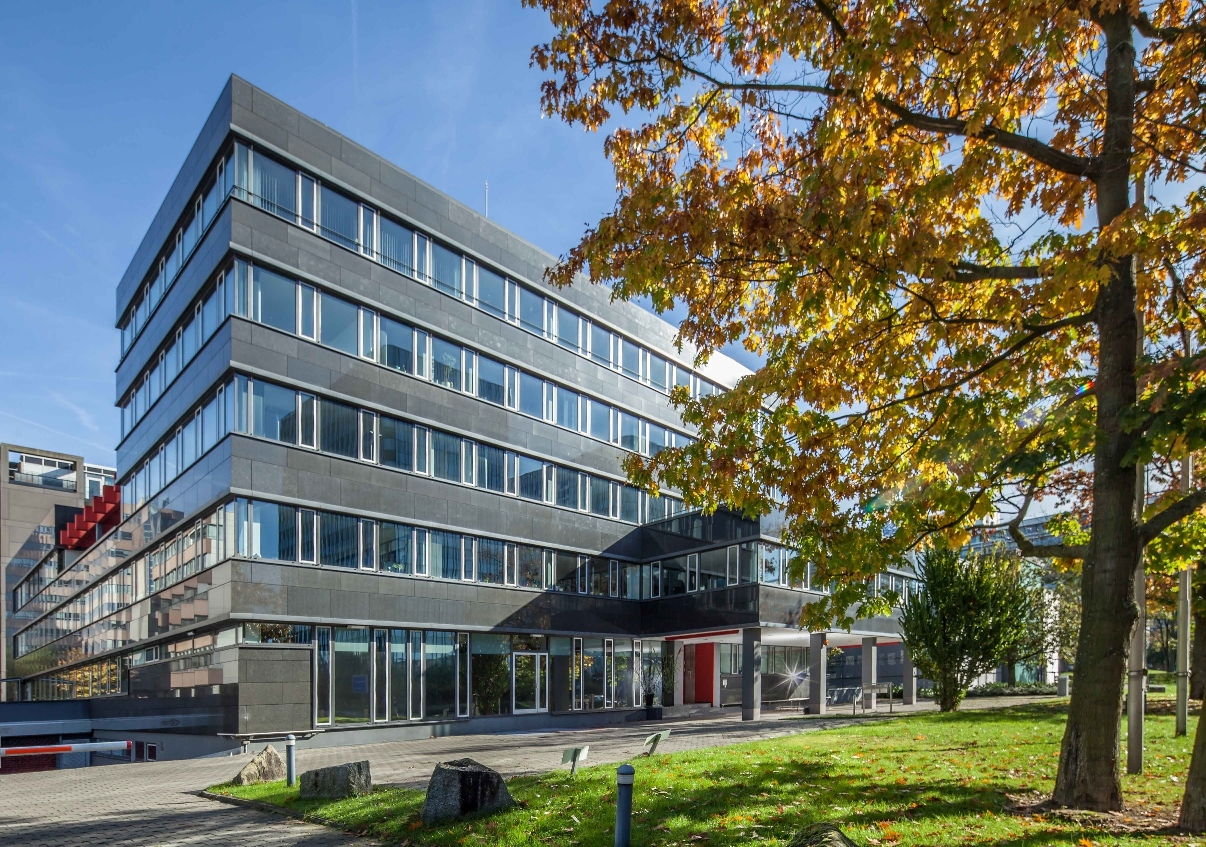
Hauptsitz der KZV Hessen in Frankfurt am Main

Die Kassenzahnärztliche Vereinigung Hessen (KZVH) wurde am 1. April 1954 als Körperschaft des öffentlichen Rechts (Deutschland) (K.d.ö.R.) gegründet. Mit rund 4.800 Zahnärztinnen und Zahnärzten als Mitgliedern stellt die KZV Hessen die zahnärztliche Versorgung in Hessen sicher. Sie erfüllt damit die ihr vom Gesetzgeber im  § 75 des Fünften Buches Sozialgesetzbuch (SGB V) übertragene Aufgabe der Sicherstellung im Sinne einer ausreichenden, zweckmäßigen und wirtschaftlichen vertragszahnärztlichen Versorgung. Sie übernimmt gleichzeitig die Vertretung der Rechte der Vertragszahnärzte gegenüber den Krankenkassen.
Die KZV Hessen ist eine von 17 Landes-KZVen, die Mitglieder der Kassenzahnärztlichen Bundesvereinigung (KZBV) sind.

## Mitglieder
Mitglieder der KZV Hessen sind zugelassene Vertragszahnärztinnen und Vertragszahnärzte in Voll- oder Teilzulassung sowie angestellte Zahnärztinnen und Zahnärzte in Zahnarztpraxen und in zur vertragszahnärztlichen Versorgung zugelassenen Einrichtungen. Die Mitglieder sind zur Teilnahme an der vertragszahnärztlichen Versorgung berechtigt und verpflichtet. Die KZV Hessen hat rund 4.800 Mitglieder.

## Struktur
Die KZVH unterliegt der Rechtsaufsicht des Hessischen Ministeriums für Familie, Senioren, Sport, Gesundheit und Pflege.

## Organe
Organe der KZV Hessen sind die Vertreterversammlung und der Vorstand. Des Weiteren gibt es diverse Ausschüsse und Gremien, die Teilaufgaben im Auftrag des Vorstands wahrnehmen.

### Vertreterversammlung
Die wichtigsten Aufgabenbereiche der Vertreterversammlung sind:
- die Erstellung und Änderung der Satzung, Wahlordnung und Geschäftsordnung
- den Haushaltsplan festzustellen
- über die Entlastung des Vorstandes im Hinblick auf die Jahresrechnung zu beschließen
- Entscheidungen zu treffen, die für die Körperschaft von grundsätzlicher Bedeutung sind
- die Vertretung der Körperschaft gegenüber dem Vorstand und dessen Mitgliedern
- die Wahl und Überwachung des Vorstandes der KZV Hessen
- die Wahl des Vorsitzenden der Vertreterversammlung und einer Stellvertreterin bzw. eines Stellvertreters

### Vorstand
Die wichtigsten Aufgabenbereiche des Vorstandes sind:
- gerichtliche und außergerichtliche Vertretung der KZV Hessen
- Abschluss, Änderung und Kündigung von Verträgen mit den Kostenträgern (Krankenkassen etc.)
- Wahrnehmung der Interessen der KZV Hessen und ihrer Mitglieder
- Bildung und Besetzung der nach Gesetz, Vertrag und Satzung vorgeschriebenen Ausschüsse
- Überwachung der den Mitgliedern der KZV Hessen obliegenden Pflichten gemäß Gesetz, Vertrag und Satzung

## Bisherige Vorsitzende
Seit Gründung der KZVH im Jahre 1954 standen der Körperschaft sieben Vorsitzende des Vorstands vor.
| Amtszeit  | Name              |
| --------- | ----------------- |
| 1954–1960 | Gustav Barchfeld  |
| 1960–1975 | Rudolf Cramer     |
| 1976–1989 | Adolf Schneider   |
| 1989–1992 | Norbert Grosse    |
| 1992–2004 | Jürgen Fedderwitz |
| 2005–2008 | Ulf Utech         |
| seit 2009 | Stephan Allroggen |

## Aufgaben
Die KZV Hessen bearbeitete im Jahr 2024 ca. 8,9 Millionen Fälle in den Bereichen konservierend-chirurgische, kieferorthopädische und parodontologische Leistungen sowie Zahnersatz und Kieferbruch.

### Kreisstellen
39 Kreisstellen unterstützen die KZV Hessen planerisch und logistisch zur Organisation des Notfallvertretungsdienstes.

### Verwaltung
Die KZV Hessen beschäftigt rund 160 Angestellte an ihrem Sitz in Frankfurt-Niederrad.